# 境川自転車競技場
境川自転車競技場（さかいがわ じてんしゃきょうぎじょう）は、山梨県笛吹市境川町に所在する自転車競技場である。
当時の境川村に1983年3月開設され、1986年のかいじ国体のトラックレース会場となった。また2009年の全日本自転車競技選手権大会も開催されている。1周400m。